# Couthures-sur-Garonne
Couthures-sur-Garonne település Franciaországban, Lot-et-Garonne megyében. Lakosainak száma 366 fő (2022. január 1.). Couthures-sur-Garonne Jusix, Gaujac, Marcellus, Meilhan-sur-Garonne és Sainte-Bazeille községekkel határos.

## Népesség
A település népességének változása:
| Lakosok száma | 536  | 437  | 427  | 408  | 367  | 346  | 339  | 360  | 371  | 366  |
|               | 1968 | 1982 | 1990 | 2006 | 2013 | 2015 | 2017 | 2019 | 2020 | 2022 |